# 柏崎良子
柏崎 良子（かしわざき りょうこ、1954年 - ）は、日本の医師。茨城県鹿島郡鹿島町（現：鹿嶋市）出身。
日本で初めて機能性低血糖症の治療法を確立した。

## 来歴
1954年、茨城県鹿嶋市出身。
千葉県立佐原高校、横浜市立大学医学部卒業。横浜市立大学付属病院第一内科、千葉大学医学部付属病院呼吸器内科、横芝町山崎病院勤務を経て、1987年にマリヤ・クリニック開業、2011年に医療法人社団となる。一般社団法人障害治療研修所顧問。
精神障害の内科的治療として機能性低血糖症の治療を1987年から取り組み、分子整合栄養医学を日本で最初に採用した内科医。発達障害の治療も2006年から取り組み、クリスチャン医師として、治らないとされている障害や病気の治療に使命を覚えている。
幼い頃は勉強が嫌いで、いたずらばかりして家庭教師を困らせていた。ところが、中学3年の学力試験で茨城県1位になり父親の勧めで医師を目指すことになる。受験勉強で体調を崩したが、横浜市立大学医学部に一浪の末入学。
下宿で料理は作らず、外食でドーナッツ5つを一気に食べたりするようなこともあり、食事や栄養には無頓着だった。体力がなく、午後の授業は殆ど眠っていた。度々体調を崩し学業が難しくなる。人付き合いが苦手でうつ状態になり、医師を諦めようと考えることもあった。学生時代は心身の不安定な状態が続き、医師国家試験は1981年秋に2回目で合格。のちに自身のその頃の症状が機能性低血糖症であったことを確信する。
そんな中で横浜市金沢区にある金沢キリスト教会に行き始め信仰を持つ。教会へ向かう電車で柏崎久雄（現：千葉福音キリスト教会牧師、マリヤ・クリニック事務長）と出会い、1980年4月7日に結婚。結婚後すぐに、神奈川県横浜市から千葉県千葉市に転居する。
1981年4月に長男を出産。千葉大学附属病院の研修医として勤務。次第に心身共に回復していき、夫の教会と家計を支える。
1982年、柿谷正期氏の雑誌記事により機能性低血糖症の症状と自身の症状が合致していることを知る。機能性低血糖症のための食事療法として、砂糖の摂取をやめて主食を白米から胚芽米に変えたことで次第に体調が回復していった。
1987年4月7日、千葉市にマリヤ・クリニック開業。念願であった低血糖症の検査と治療を始める。日本で初めて5時間のOGTT（経口ブドウ糖負荷試験）による低血糖症の診断を行う。低血糖症の診断方法はアメリカのDr.ニューボールドの診断基準を基にマリヤ・クリニック独自の基準を追加した。
低血糖症の症状は精神疾患の症状と重なることもあり、日本では前例のない低血糖症治療に対する取り組みは精神科医などから誤解され攻撃されたこともあった。OGTTを続けていく中で多様な低血糖症のパターンを見出し、一人一人の血糖曲線と症状を分析し食事やサプリメントによる治療法を模索していった。治療の中で低血糖症の治療に必要な量を補うことができるビタミン・ミネラルのサプリメントが見つからず困っていたが、1991年3月、分子栄養学研究所の金子雅俊所長との出会いによって、良質のプロテインやビタミンB群等による治療を行うことが出来るようになる。それ以来、治療成果は飛躍的に向上した。
1997年4月、低血糖症治療の10年間の歩みを知ってもらいたいという願いで、栄養療法の資料を500部無料配布した。瞬く間になくなり2,000部増刷し500円で販売したものもすぐになくなった。
1998年4月、急遽編集した「栄養療法の手引」を自費出版すると反響が更に大きくなり、雑誌、新聞、テレビやラジオに取り上げられ、取材が殺到することになる。その後も本は増版を重ね、2019年に「新・低血糖症と精神疾患治療の手引」として引き継がれている。
2008年、発達障害の患者が治療を求めて来られる。対症療法ではなく根本改善治療として、血液検査をはじめ、国内では行っていない様々な検査を行う。原因として栄養失調の他に、遅発型アレルギー、グルテン・カゼインによる反応、代謝障害、有害ミネラル等が見つかる。これらの原因に対して内科的な治療を続けていき、全国から患者が集まるようになる。
2014年、「発達障害の治療の試み」を出版。それまでの発達障害の治療の症例や内科的治療として行ってきた成果を発表する。
2022年、「発達障害の内科的治療の手引」（共著）を出版。発達障害の専門外来を行うアイデス・クリニック院長の池田勝紀医師との共著。池田医師はご子息の発達障害治療を模索し米国フロリダの学会に参加。日本で治療をしているのはマリヤ・クリニックだけであると紹介された。偶然だが池田医師は柏崎の長女（医師）の上司でもあった。
2023年、マリヤ・クリニック【公式】YouTubeチャンネル開設。発達障害の症状改善のための情報を、一般の方にも分かりやすくアニメーション動画で公開。成果を得ている治療法を具体例や症例を交えて紹介している。

## 機能性低血糖症
「甘い物を食べると反動で低血糖が起きて、体調が悪くなり、ホルモンの分泌も異常になって心身に悪影響をもたらす」ことを日本の医学界で初めて指摘した。
現在は、医学常識として一般にも知られている知識であるが、柏崎良子医師が1990年代にそれを唱えた頃は大きな批判を受けた。1990年代後半から、柏崎良子医師の機能性低血糖症に関する理論が患者さんの実例と共にテレビや雑誌で取り上げられ、大きな反響を呼んだ。
その後、心身の症状が機能性低血糖症だけでなく、発達障害の可能性もあることから、その治療を分子整合栄養医学をもとに始め、年少から治療を始めた患者にはかえって優秀な成績を修めるような治療の成果を得ている。
分子整合栄養医学を日本で最初に取り入れた内科医である。

## 著書
- 「当クリニックの指針と健康自己管理」、1997年、マリヤ・クリニック（絶版）
- 「栄養療法の手引」、1998年、マリヤ・クリニック（絶版）
- 「栄養療法の手引」－身体の中から健康を作り出す、2001年、マリヤ・クリニック（絶版）
- 「低血糖症治療の手引」、2004年、ヨーゼフ・サプリ（絶版）
- 「低血糖症と精神疾患治療の手引」－心身を損なう血糖やホルモンの異常等の栄養医学的治療（第1版）、2007年、イーグレープ（絶版）、ISBN：978-4903748009
- 「栄養医学ガイドブック」－サプリがもたらす健康の回復、2008年、学習研究社（絶版）、ISBN：978-4054031494
- 「神のデザインによる医療」（共著）、2011年、ヨーゼフ、ISBN：978-4904198018
- 「発達障害の治療の試み」－検査を基にした分子整合栄養医学による内科的治療、2014年、ヨーゼフ、ISBN：978-4904198032
- 「低血糖症と精神疾患治療の手引」－心身を損なう血糖やホルモンの異常等の栄養医学的治療（第6版）、2016年、ヨーゼフ、ISBN：978-4-904198049
- 「新・栄養医学ガイドブック」 サプリがもたらす健康の回復、2018年、ヨーゼフ、ISBN：978-4904198056
- 「新・低血糖症と精神疾患治療の手引」－心身を損なう血糖やホルモンの異常等の栄養医学的治療、2019年、ヨーゼフ、ISBN：978-4904198063
- 「発達障害治療体験集」（共著：Amazon Kindle版）、2021年、ヨーゼフ
- 「発達障害の内科的治療の手引」 検査を基にした分子整合栄養医学と機能性医学の実践による治療法（共著）、2022年、ヨーゼフ、ISBN：978-4904198087

## 執筆・監修
- 1997年8月27日：潜在的患者は糖尿病の数倍 スポーツニッポン
- 1998年1月号：症状が多すぎて誤診の多い [低血糖症] ビジネスインテリジェンス
- 1998年5月：子供の問題症状は食原性低血糖症が原因だ 健康ファミリー 文理書院
- 1997年9月：食生活と心の健康 健康ファミリー 文理書院
- 1998年2月11日：「キレル」食事も一因？ 朝日新聞西日本版
- 1998年5月12日：食の乱れ 子供の心に影 読売新聞
- 1998年5月27日：洲本の幼児は甘党? 読売新聞淡路版
- 1998年2月27日：心が弱るのは「食原病」だった 週刊ポスト
- 1998年3月12日：低血糖症候群って何だ!? 週刊宝石
- 1998年7月19日：キレない子供にする食事 週刊読売
- 1999年5月1日：「キレる子どもたち」と食生活の深い関係! TANTO
- 1999年8月1日：自らの闘病経験が証し クリスチャン新聞
- 1999年8月1日：「低血糖症」の治療に情熱を傾ける ほんとうの時代
- 1999年9月1日：増えている低血糖症 Good
- 1999年10月5日：キレる食生活 sight21
- 2000年3月15日：「アレるキレる」子どもと食生活 CS研レポート
- 2000年9月：「砂糖のとりすぎ」が原因 わかさ
- 2001年4月1日：心身に異常を来たす食生活 sight21
- 2003年6月2日：食生活で心の病を治そう! 第三文明
- 2005年5月1日：栄養療法について 幸いな人
- 2004年4月1日：食べて治すうつ症状 ―ココロとカラダを元気にする新栄養学 学研H&Mシリーズ
- 2006年9月：心のトラブルは食事から見直す 日経ヘルス
- 2006年11月2日：食育を考える 産経新聞
- 2006年2月5日：健康食 週刊朝日
- 2007年：甘いものの過剰摂取がキレる子供を作る!「月刊宝島」10月号
- 2008年：うつ症状（低血糖症、鉄欠乏症）と栄養「最新精神医学」第13巻1号
- キレない子にするための食育ガイド「ボンメルシィ!リトル・スクール春号」ベネッセコーポレーション
- 2009年：Yakult［ヘルシスト］198 Vol33 No5 記事掲載「低血糖症」
- 2015年：ホリスティック医学協会会報 2015
- 2020年：発達障害 食事・栄養・キレーション療法をご存じですか?
- 2021年：食べもの通信 2021年7月号「特集 腸が脳をコントロールする」